# Andrew Fenn
Andrew Fenn (Hertfordshire, 1 de julio de 1990) es un ciclista británico. Practica ciclismo en ruta y en pista. Debutó en 2011 con el equipo continental An Post-Sean Kelly antes de fichar en 2012 por el equipo Omega Pharma-Quick Step, equipo en el que estuvo durante tres temporadas.

## Biografía
Andrew Fenn ganó en 2008 la París-Roubaix Juniors, una versión de la París-Roubaix reservada a corredores de 17 y 18 años. Esta carrera era una de las pruebas de la Copa de las Naciones Juniors de 2008. En los campeonatos de Gran Bretaña juniors, terminó segundo de la carrera en línea por detrás de Erick Rowsell. También tomo parte en las pruebas en pista. Así en septiembre de 2008, se convirtió en subcampeón europeo de persecución por equipos juniors solo batido por el equipo de Francia.
En 2009 pasó a categoría sub-23. Terminó de nuevo segundo en el europeo de persecución por equipos. Además durante este año fue llamado por la selección británica para la disputa de la prueba contrarreloj del campeonato del mundo sub-23 en Mendrisio donde terminó en el puesto 45.º. Al final de la temporada, consiguió la segunda plaza en persecución por equipos en la Copa del Mundo de ciclismo en pista en Melbourne
Al año siguiente, fue seleccionado para disputar los Juegos de la Commonwealth, donde terminó 14.º en la prueba contrarreloj y 13.º en la prueba en línea. Se proclamó campeón de Gran Bretaña sub-23 en ruta y participó en el campeonato del mundo en ruta sub-23 donde tuvo que abandonar.
Después de una temporada con el equipo irlandés An Post-Sean Kelly durante el año 2011 en el que consiguió un tercer puesto en el Campeonato del Mundo en Ruta sub-23, se unió en 2012 con el equipo ciclista Omega Pharma-Quick Step.

## Palmarés
2011
- 1 etapa del Tour de Bretaña
- Memorial Philippe Van Coningsloo
- 3.º en el Campeonato Mundial en Ruta sub-23

2012
- 2 trofeos de la Challenge Ciclista a Mallorca (Trofeo Palma y Trofeo Migjorn)

2016
- 3.º en el Campeonato de Reino Unido en Ruta

## Resultados en Grandes Vueltas y Campeonatos del Mundo
| Carrera         | Carrera         | 2011 | 2012 | 2013 | 2014 | 2015 | 2016 | 2017 | 2018 |
| --------------- | --------------- | ---- | ---- | ---- | ---- | ---- | ---- | ---- | ---- |
|                 | Giro de Italia  | —    | —    | —    | —    | —    | —    | —    | —    |
|                 | Tour de Francia | —    | —    | —    | —    | —    | —    | —    | —    |
|                 | Vuelta a España | —    | —    | Exp. | —    | —    | —    | —    | —    |
| Mundial en Ruta | Mundial en Ruta | —    | —    | —    | —    | Ab.  | —    | —    | —    |

—: no participa

Ab.: abandono

Exp.: Expulsado por la organización

## Equipos
- An Post-Sean Kelly (2011)
- Omega Pharma-Quick Step (2012-2014)
- Team Sky (2015-2016)
- Aqua Blue Sport (2017-2018)